# Pachnobia morandi
Pachnobia morandi là một loài bướm đêm trong họ Noctuidae.